# Plagodis violacearia
Plagodis violacearia là một loài bướm đêm trong họ Geometridae.